# Maysville (Arkansas)
Pour les articles homonymes, voir Maysville.
Maysville est une census-designated place du comté de Benton, dans l’État américain de l'Arkansas.